# Підлітковий сон
Підлітковий сон, зазвичай є недостатнім як за тривалістю, так і за якістю. Тривалість і якість сну знижуються до субоптимальних рівнів, а мінливість тривалості сну та затримка збільшуються в підлітковому віці.Рекомендації щодо сну свідчать про те, що підлітки повинні спати від 8 до 10 годин на добу. Крім того, у підлітковому віці відбувається зсув у циркадному ритмі організму, тому час сну та неспання стає пізнішим.Вважається, що на якість сну в цей період впливають технології, соціальні чинники та фізичний розвиток. Погана тривалість і якість сну у підлітків пов'язана зі зміненим функціонуванням і розвитком мозку, поганим психічним і фізичним здоров'ям, а також вищим рівнем захворювань і смертності.Питання недостатнього сну у підлітковому віці привертає значну увагу громадськості, зокрема в контексті політик, що стосуються часу початку занять у школах.Багато досліджень свідчить про те, що якісний сон позитивно впливає на увагу, поведінку та академічні досягнення підлітків.

## Зміни розвитку
Сон у підлітків погіршується з віком. Зокрема, довготривалі дослідження демонструють, що тривалість сну скорочується під час переходу зі школи до коледжу. Також знижується ефективність сну (кількість часу, проведеного уві сні, перебуваючи в ліжку). Зростає щоденна варіативність тривалості сну, що свідчить про зменшення стабільності сну з часом. Різноманітні соціальні, фізичні, біологічні та психологічні фактори змінюються під час підліткового віку, що сприяє погіршенню сну. Особливо важливою є роль статевого дозрівання: лютеїнізуючий гормон (ЛГ) виділяється під час сну на початку пубертатного розвитку, що вказує на важливий зв'язок між сном і статевим дозріванням.

## Рекомендації щодо сну
Національний фонд сну рекомендує підліткам (14–17 років) спати від 8 до 10 годин. Також зазначено, що сон менше 7 годин або більше 11 годин може бути шкідливим. Для молоді віком 18–25 років рекомендовано спати 7–9 годин, уникаючи менше 6 та більше 11 годин сну.
Дослідники сну вивчають емпіричні докази для підтримки цих рекомендацій. Дослідження Фуліньї та колег (2019) показало, що молодші підлітки, особливо ті, що мають високий рівень внутрішніх проблем, потребують більше сну для позитивного настрою наступного дня. Інше дослідження мексикано-американської молоді показало, що приблизно 7,5 годин сну передбачає високий середній бал, тоді як 8,75 годин — менше внутрішніх симптомів. Це свідчить про те, що оптимальна тривалість сну залежить від бажаного результату.
Потрібно більше досліджень, щоб зрозуміти індивідуальні відмінності у потребі сну підлітків.

## Тривалість сну
Згідно з дослідженнями, тривалість сну скорочується з початку 90-х років. Дані також свідчать, що дівчата, етнічні меншини та особи з низьким соціально-економічним статусом сплять найменше. Статеве дозрівання сприяє порушенню сну, оскільки підлітки переживають фізичне і соціальне становлення. Вони схильні лягати пізніше і спати довше, особливо у вихідні дні. Новий напрямок досліджень сну стосується впливу технологій на якість сну підлітків. Важливо відзначити, що дослідження показують, що зниження тривалості сну підлітків характерне для підлітків у всьому світі. Наслідки поганого стану виходять далеко за рамки простої втоми, що призводить до різноманітних фізичних, когнітивних і психічних проблем.

### Мозок
Погана тривалість сну пов'язана зі змінами в розвитку мозку підлітків. Дослідження Телзера (2015) виявило, що підлітки з більшою щоденною варіативністю сну мали гіршу інтеграцію білої речовини мозку через рік. Цей результат зберігся при контролі тривалості сну, що свідчить про те, що мінливість сну може мати більший вплив на розвиток мозку підлітка, ніж просто тривалість. Інше дослідження виявило сильний зв'язок між тривалістю сну та об'ємом сірої речовини в гіпокампі.

### Ризикованість
Існує добре задокументований зв'язок між недостатньою тривалістю сну та ризикованою поведінкою підлітків. Останній метааналіз показав, що поганий сон підвищує ймовірність ризикованої поведінки на 43 %. Напрямок зв'язку між ризиком і тривалістю сну досі невідомий, тому причинно-наслідкові твердження не можуть бути зроблені.

### Емоції
Численні дослідження показують, що короткий сон пов'язаний з поганим настроєм. Молодь із короткою тривалістю сну часто має труднощі з емоційною регуляцією. Це особливо небезпечно в підлітковому віці, коли й так спостерігаються коливання настрою, що ускладнюються через поганий сон.

## Якість сну
Емпіричні дані свідчать, що якість сну в підлітковому віці є низькою. Погана якість сну пов'язана з низкою негативних поведінкових і психологічних наслідків. Зокрема, встановлено позитивний зв'язок між низькою якістю сну та симптомами тривожності й депресії серед підлітків. Дослідження, опубліковане у 2016 році, показало, що якість сну значно опосередковує зв'язок між віком і симптомами депресії, що вказує на те, що зростання депресивних симптомів у підлітковому віці частково пояснюється поганою якістю сну. Велика кількість досліджень також доводить, що погана якість сну пов'язана з підвищеною схильністю до ризикованої поведінки серед підлітків. Дослідження нейронауки (fMRI) виявило, що погана якість сну пов'язана з більшим ризиком у виконанні поведінкових завдань. Ця поведінка, своєю чергою, була пов'язана зі зниженням активності в зонах мозку, відповідальних за когнітивний контроль, і підвищеною активністю в зонах, пов'язаних із системою винагороди. Крім того, було виявлено, що погана якість сну пов'язана з ослабленим внутрішньомережевим зв'язком регіонів у мережі режиму за замовчуванням, мозковій мережі, яка розвивається в підлітковому віці.

## Технології
Останнім часом зростає інтерес до вивчення зв'язку між сном і використанням технологій серед підлітків. В епоху соціальних мереж все більше занепокоєння викликає вплив блакитного світла, яке випромінюють екрани пристроїв, на здатність підлітків отримати достатній та якісний сон. Використання технологій (наприклад, телебачення, мобільного телефону, комп'ютера/ноутбука) пов'язане з подовженням тривалості сну (часу, необхідного для засинання) і скороченням тривалості сну серед підлітків. Використання телевізора було пов'язане з найнижчою тривалістю сну. Використання підлітками технологій також було пов'язане з надмірною денною сонливістю та споживанням кофеїну, що свідчить про те, що використання технологій може заважати сну та може призвести до збільшення споживання кофеїну. Лонгітюдні дані демонструють, що час, витрачений на використання технологій, передбачає коротший сон, хоча й зворотній зв'язок також має місце — коротка тривалість сну передбачає збільшення використання технологій. Для з'ясування механізмів, що лежать в основі зв'язку між використанням технологій і сном у підлітковому віці, необхідні додаткові поздовжні дослідження з більшими розмірами вибірки.

## Хронотип
Для підліткового віку характерна перевага вечірнього хронотипу, коли підлітки лягають та прокидаються пізно. Вечірній хронотип є унікальним для періоду підліткового віку порівняно з дитинством і дорослим віком, які характеризуються ранковим хронотипом. Вечір у підлітковому віці пов'язаний зі збільшенням вживання психоактивних речовин, погіршенням загального настрою, поганим харчуванням, посиленням симптомів депресії, посиленням симптомів тривоги та поганою регуляцією емоцій. Окрім часу сну, хронотип також вказує на оптимальний період доби для когнітивної діяльності. Наприклад, дослідники перевіряли рівень виконавчих функцій у підлітків у два різні періоди: у відповідний їхньому хронотипу час (тобто ввечері для вечірніх хронотипів і зранку для ранкових) і в невідповідний час. Результати показали, що підлітки з ранковим хронотипом краще виконували завдання вранці, а ті, хто має вечірній хронотип, — увечері. Це підкреслює важливість врахування хронотипу в навчанні та плануванні щоденної активності.

## Показники сну

### Індекс якості сну Пітсбурга (PSQI)
Індекс якості сну Пітсбурга (Pittsburgh Sleep Quality Index, PSQI) — це добре валідизований і широко використовуваний самозвітний опитувальник, що вимірює якість сну. Дев'ятнадцять пунктів об'єднуються, щоб створити сім компонентів оцінки сну, і ці компоненти потім використовуються для створення «загальної оцінки» якості сну. Сім компонентів включають суб'єктивну якість сну, порушення сну, тривалість сну, затримку сну, звичну ефективність сну, використання препаратів для сну та денну дисфункцію. Індекс має високу внутрішню надійність (альфа Кронбаха = 0.83). PSQI широко застосовується в дослідженнях, що оцінюють якість сну у підлітків.

### Актіграфія
Годинники «Actigraph» зазвичай використовуються для об'єктивних вимірювань сну. Їх носять на недомінантному зап'ясті, і вони реєструють рухи тіла для визначення характеристик сну. Зібрані дані включають тривалість сну, кількість пробуджень, загальний час нічних пробуджень і латентність засинання.

### Ранковий та вечірній опитувальник (MEQ)
Першим валідним і надійним інструментом для вимірювання хронотипу став опитувальник Morningness-Eveningness Questionnaire (MEQ), створений Хорном і Естбергом у 1976 році. Він містить 19 пунктів, що стосуються переваг щодо часу сну та пробудження. Приклади запитань включають: «За умови відповідних умов навколишнього середовища, наскільки легко вам вставати вранці?» та «Враховуючи ваш власний ритм „почуття найкращого“, о котрій годині ви б встали, якби були повністю вільні планувати свій день?». Опитувальник включає пункти як за шкалою Лайкерта, так і за часовою шкалою. Відповіді оцінюються для отримання композитного балу. Від моменту створення MEQ було валідизовано в дослідженнях серед підлітків і молодих дорослих. Початкові психометричні оцінки показали, що шкала має хорошу внутрішню узгодженість (а = 0.82).